# National League South 2022-2023
La National League South 2022-2023 è stata la 18ª edizione della seconda serie della National League. Rappresenta, insiema alla National League North, il sesto livello del calcio inglese ed il secondo del sistema "non-league".

## Squadre partecipanti
| Squadra                    | Città                         | Stagione precedente                                                   |
| -------------------------- | ----------------------------- | --------------------------------------------------------------------- |
| Bath City                  | Bath                          | 18º posto in National League South                                    |
| Braintree Town             | Braintree                     | 17º posto in National League South                                    |
| Chelmsford City            | Chelmsford                    | 19º posto in National League South                                    |
| Cheshunt                   | Cheshunt                      | 5º posto in Isthmian League Premier Division, promosso                |
| Chippenham Town            | Chippenham                    | 7º posto in National League South                                     |
| Concord Rangers            | Canvey Island                 | 14º posto in National League South                                    |
| Dartford                   | Dartford                      | 4º posto in National League South                                     |
| Dover Athletic             | Dover                         | 23º posto in National League, retrocesso                              |
| Dulwich Hamlet             | Londra (Dulwich)              | 10º posto in National League South                                    |
| Eastbourne Borough         | Eastbourne                    | 6º posto in National League South                                     |
| Ebbsfleet United           | Northfleet                    | 3º posto in National League South                                     |
| Farnborough                | Farnborough                   | 3º posto in Southern Football League Premier Division South, promosso |
| Hampton & Richmond Borough | Londra (Richmond upon Thames) | 11º posto in National League South                                    |
| Havant & Waterlooville     | Havant                        | 8º posto in National League South                                     |
| Hemel Hempstead Town       | Hemel Hempstead               | 15º posto in National League South                                    |
| Hungerford Town            | Hungerford                    | 12º posto in National League South                                    |
| Oxford City                | Marston (Oxford)              | 5º posto in National League South                                     |
| Slough Town                | Slough                        | 13º posto in National League South                                    |
| St Albans City             | St Albans                     | 9º posto in National League South                                     |
| Taunton Town               | Taunton                       | 1º posto in Southern Football League Premier Division South, promosso |
| Tonbridge Angels           | Tonbridge                     | 16º posto in National League South                                    |
| Welling United             | Londra (Bexley)               | 20º posto in National League South                                    |
| Weymouth                   | Weymouth                      | 22º posto in National League, retrocesso                              |
| Worthing                   | Worthing                      | 1º posto in Isthmian League Premier Division, promosso                |

## Classifica finale
|  | Pos. | Squadra                | Pt  | G  | V  | N  | P  | GF  | GS | DR  |
|  | ---- | ---------------------- | --- | -- | -- | -- | -- | --- | -- | --- |
|  | 1.   | Ebbsfleet Utd          | 103 | 46 | 32 | 7  | 7  | 110 | 47 | +63 |
|  | 2.   | Dartford               | 83  | 46 | 25 | 8  | 13 | 82  | 50 | +32 |
|  | 3.   | Oxford City            | 78  | 46 | 21 | 15 | 10 | 83  | 56 | +27 |
|  | 4.   | Worthing               | 78  | 46 | 22 | 12 | 12 | 92  | 72 | +20 |
|  | 5.   | Chelmsford City        | 78  | 46 | 23 | 9  | 14 | 67  | 49 | +18 |
|  | 6.   | St Albans City         | 75  | 46 | 22 | 9  | 15 | 72  | 51 | +21 |
|  | 7.   | Braintree Town         | 74  | 46 | 20 | 14 | 12 | 66  | 55 | +11 |
|  | 8.   | Eastbourne Borough     | 71  | 46 | 22 | 5  | 19 | 74  | 66 | +8  |
|  | 9.   | Tonbridge Angels       | 70  | 46 | 20 | 10 | 16 | 68  | 69 | -1  |
|  | 10.  | Havant & Waterlooville | 69  | 46 | 19 | 12 | 15 | 80  | 70 | +10 |
|  | 11.  | Bath City              | 67  | 46 | 19 | 10 | 17 | 64  | 57 | +7  |
|  | 12.  | Farnborough            | 66  | 46 | 19 | 9  | 18 | 59  | 52 | +7  |
|  | 13.  | Chippenham Town        | 62  | 46 | 15 | 17 | 14 | 57  | 66 | -9  |
|  | 14.  | Taunton Town           | 61  | 46 | 17 | 10 | 19 | 50  | 55 | -5  |
|  | 15.  | Hemel H. Town          | 60  | 46 | 15 | 15 | 16 | 49  | 57 | -8  |
|  | 16.  | Welling Utd (-1)       | 58  | 46 | 15 | 14 | 17 | 57  | 63 | -6  |
|  | 17.  | Hampton & Richmond     | 54  | 46 | 15 | 9  | 22 | 59  | 71 | -12 |
|  | 18.  | Slough Town            | 51  | 46 | 13 | 12 | 21 | 58  | 78 | -20 |
|  | 19.  | Weymouth               | 48  | 46 | 14 | 6  | 26 | 59  | 78 | -19 |
|  | 20.  | Dover Athletic         | 48  | 46 | 12 | 12 | 22 | 42  | 68 | -26 |
|  | 21.  | Dulwich Hamlet         | 48  | 46 | 13 | 9  | 24 | 61  | 89 | -28 |
|  | 22.  | Concord Rangers        | 44  | 46 | 12 | 8  | 26 | 45  | 85 | -40 |
|  | 23.  | Cheshunt               | 43  | 46 | 11 | 10 | 25 | 48  | 74 | -26 |
|  | 24.  | Hungerford Town        | 40  | 46 | 10 | 10 | 26 | 48  | 72 | -24 |

Legenda:
      Promosso in National League 2023-2024.
  Ammesso ai play-off.
      Retrocesso in Isthmian League Premier Division 2023-2024.
      Retrocesso in Southern Football League Premier Division 2023-2024.
Regolamento:
Tre punti a vittoria, uno a pareggio, zero a sconfitta.
In caso di arrivo di due o più squadre a pari punti, la graduatoria viene stilata secondo i seguenti criteri:
- differenza reti
- maggior numero di gol segnati

Note:
Dulwich Hamlet retrocesso per la peggior differenza reti rispetto agli ex aequo Weymouth e Dover Athletic.
Il Welling United è stato sanzionato con 1 punto di penalizzazione per aver utilizzato un calciatore non idoneo.

## Spareggi

### Play-off

#### Tabellone
|  | Quarti di finale | Quarti di finale | Quarti di finale |  |  | Semifinali | Semifinali               | Semifinali               | Semifinali  |   |  | Finale | Finale         | Finale |  |
|  |                  |                  |                  |  |  |            |                          |                          |             |   |  |        |                |        |  |
|  | 5                | Chelmsford City  | 0                |  |  |            |                          |                          |             |   |  |        |                |        |  |
|  | 6                | St Albans City   | 1                |  |  | 2          | Dartford                 | Dartford                 | 1           |   |  |        |                |        |  |
|  |                  |                  |                  |  |  | 6          | St Albans City (5-3 dcr) | St Albans City (5-3 dcr) | 1           |   |  |        |                |        |  |
|  |                  |                  |                  |  |  |            |                          |                          |             |   |  | 6      | St Albans City | 0      |  |
|  | 4                | Worthing         | 2                |  |  |            |                          | 3                        | Oxford City | 4 |  |        |                |        |  |
|  | 7                | Braintree Town   | 1                |  |  | 3          | Oxford City              | Oxford City              | 2           |   |  |        |                |        |  |
|  |                  |                  |                  |  |  | 4          | Worthing                 | Worthing                 | 0           |   |  |        |                |        |  |